# روچاپ

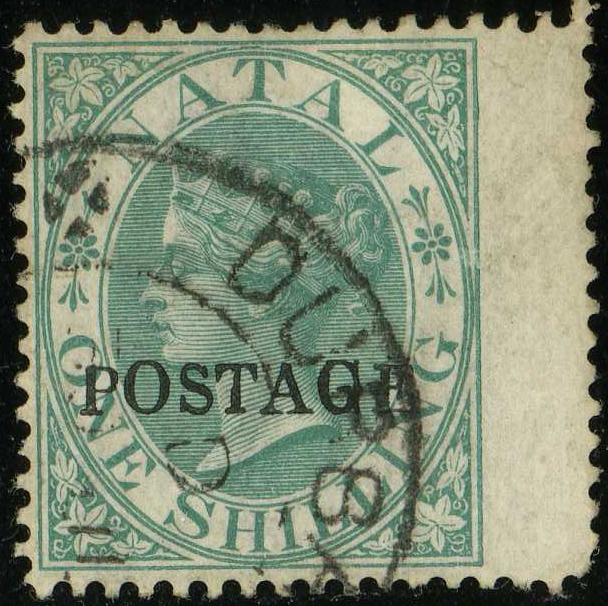
تمبر رو چاپ شده خارجی

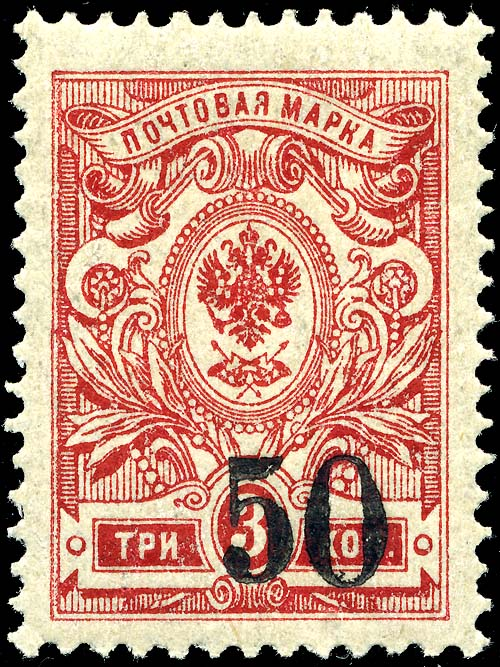
تمبر روچاپ شده روسی (عدد ۵۰ روی تمبر مهر خورده‌است)

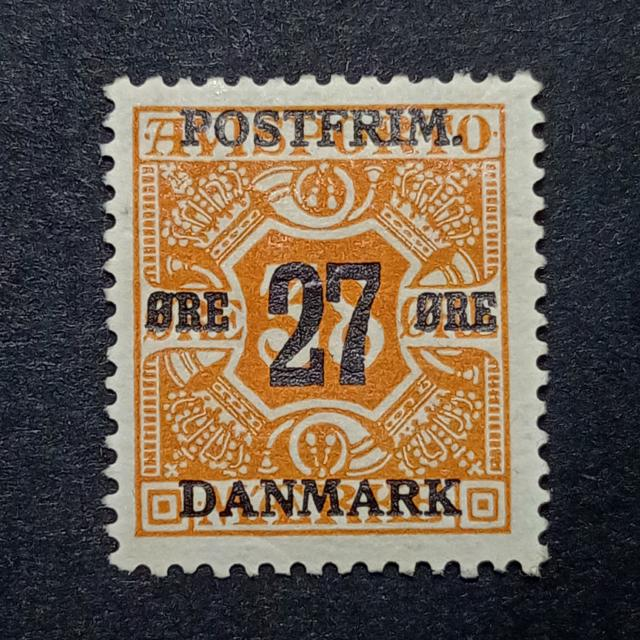
تمبر روچاپ یا سورشارژ شده ی (مبلغ ۲۷ اوره روی ۳۸ اوره) دانمارک چاپ سال ۱۹۳۴ منبع تصویر [https://sekekala.com/surcharge-on-coins-banknotes-and-stamps/94748/ سکه کالا

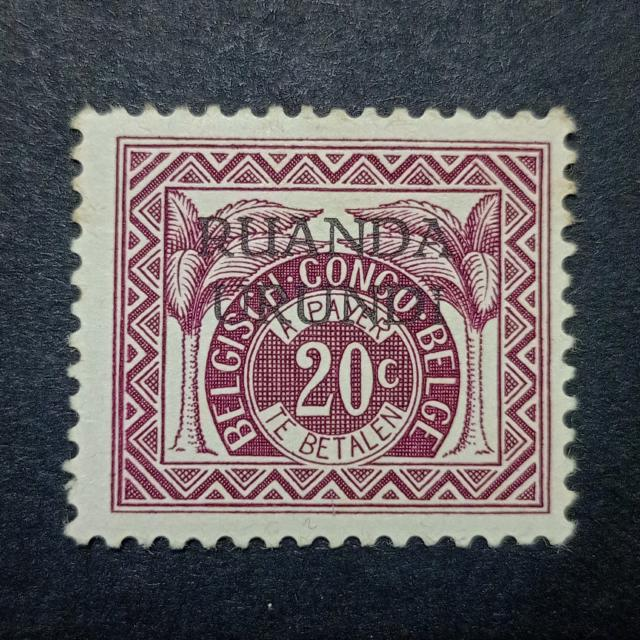
تمبر روچاپ یا سورشارژ رواندا و اروندی روی تمبر ۲۰ سنت کنگو مستعمره بلژیک سال ۱۹۵۹ منبع تصویر [https://sekekala.com/stamp/ سکه کالا

روچاپ (به انگلیسی: Overprint) یا سورشارژ (فرانسوی: Surcharge)، به مهر زدن بر روی اسکناس یا تمبر گفته می‌شود. سورشارژها رنگ‌های مختلفی مانند سیاه، قهوه‌ای یا سبز دارند که هریک از رنگ‌ها ارزش خاص خود را دارند. روچاپ به منظور بالا بردن قیمت تمبر یا از بین بردن یک نقش انجام می‌شود.